# ハテナ?ドンぴしゃ!
『ハテナ?ドンぴしゃ!』は、1977年10月5日から1978年9月27日まで日本テレビ系列局で放送されていた日本テレビ製作のクイズ番組である。放送時間は毎週水曜 19:00 - 19:30 （日本標準時）。

## 概要
普段見慣れているようでもいざ目の前に出されると何だろうかと迷うもの、一見しただけでは使い方の判らないものが登場し、それが何であるかを時間内に推理して当てる番組。毎回6人の芸能人が「ハテナ」チームと「ドンぴしゃ」チームに分かれて対戦していた。司会は、前番組『新・底ぬけ脱線ゲーム』から引き続き徳光和夫が務めていた。

## 出演者

### 司会
- 徳光和夫

### 主な出演者
- 「ハテナチーム」キャプテン：月の家円鏡（後の八代目橘家圓蔵）
- 「ドンぴしゃチーム」キャプテン：立川清登
- 三笑亭夢之助
- フランキー堺
- 森田健作
- 小川知子
- 西川峰子
- ほか[誰?]

## 備考
- 北日本放送は同時間帯に「パン屋のケンちゃん」（TBSテレビ制作）を放送していたため土曜17:00 - 17:30に時差ネット（前番組「新・底ぬけ脱線ゲーム」と同様）　出典：北日本放送　1977年10月番組表より